# Heliophanus eucharis
Heliophanus eucharis là một loài nhện trong họ Salticidae.
Loài này thuộc chi Heliophanus. Heliophanus eucharis được Eugène Simon miêu tả năm 1887.